# Damaeus verrucatus
Damaeus verrucatus är en kvalsterart som först beskrevs av Enami och K. Fujikawa 1989.  Damaeus verrucatus ingår i släktet Damaeus och familjen Damaeidae. Inga underarter finns listade i Catalogue of Life.